# Ceranova
Ceranova är en ort och kommun i provinsen Pavia i regionen Lombardiet i Italien. Kommunen hade 2 239 invånare (2018).